# Frans Weekers
Frans Hubertus Henricus Weekers (Weert, 17 oktober 1967) is een Nederlands jurist, bestuurder en voormalig VVD-politicus. Sinds 1 januari 2023 is hij secretaris-generaal van de Benelux Unie.

## Bestuurlijke functies
Van 14 oktober 2010 tot 30 januari 2014 was Weekers staatssecretaris van Financiën voor onder meer fiscale zaken, eerst in het kabinet-Rutte I en van 5 november 2012 tot 30 januari 2014 in het kabinet-Rutte II. Hij trad af na ernstige kritiek van de Tweede Kamer op zijn beleid om de problemen bij de Belastingdienst op te lossen. Weekers was van 1 april tot 31 augustus 2015 de waarnemend burgemeester van Heerlen. Hij werd daar opgevolgd door Ralf Krewinkel en werd zelf per 7 september 2015 benoemd als waarnemend burgemeester van Beek. In november werd Christine van Basten-Boddin door de gemeenteraad van Beek voorgedragen om daar burgemeester te worden. Van 2016 tot 2020 was hij bewindvoerder bij de Europese Bank voor Wederopbouw en Ontwikkeling in Londen. Sinds 1 maart 2020 is hij werkzaam bij de Benelux Unie.

## Korte biografie
Frans Weekers werd op 17 oktober 1967 geboren in Weert, zijn vader overleed toen hij nog jong was. Hij volgde van 1980 tot 1987 middelbaar onderwijs aan de Philips van Horne Scholengemeenschap te Weert alwaar hij zijn vwo-diploma behaalde. Hij studeerde van 1987 tot 1992 Financiële economie en van 1990 tot 1993 Nederlands recht aan de Vrije Universiteit Amsterdam waar hij zijn doctoraal behaalde. Van 1995 tot 1997 volgde hij de beroepsopleiding advocatuur. Vervolgens was hij van 1 april 1993 tot 1 augustus 1994 werkzaam als juridisch medewerker van een assurantietussenpersoonbedrijf en tegelijkertijd medewerker van toenmalig Tweede Kamerlid en Roermonds raadslid Jos van Rey. Van 1 augustus 1994 tot 1 juni 1998 was hij als advocaat en procureur gevestigd te Weert. Tevens was hij van 1 april 1994 tot juni 2003 gekozen als volksvertegenwoordiger in de gemeenteraad van Weert.
Bij de Tweede Kamerverkiezingen 1998 werd hij gekozen als lid van de Tweede Kamer der Staten-Generaal voor de VVD, waar hij 19 mei 1998 werd geïnstalleerd en tot 23 mei 2002 volksvertegenwoordiger was.
Vervolgens werkte hij vanaf juni 2003 weer als advocaat en procureur te Weert, een eenmanskantoor gelieerd aan Hoebrechts Advocaten. Van 3 juni 2003 tot 14 oktober 2010 alsmede van 20 september tot 5 november 2012 was hij weer lid van de Tweede Kamer der Staten-Generaal. Weekers was als Kamerlid woordvoerder van justitie en terrorismebestrijding en hield zich bezig met vraagstukken op het gebied van medische ethiek.
Als staatssecretaris was hij verantwoordelijk voor het fiscale beleid. Hieronder vallen de Belastingdienst, Douane en FIOD. Daarnaast vielen Domeinen Roerende Zaken (DRZ) en het Rijksvastgoed- en Ontwikkelingsbedrijf (RVOB) onder zijn verantwoordelijkheid.
Weekers kwam in 2012 in opspraak nadat bleek dat hij tijdens de verkiezingscampagne bij de Tweede Kamerverkiezingen 2012 een reclamezuil langs de A73 had laten neerzetten met zijn beeltenis, bedoeld om herkozen te worden in het parlement. Deze zuil was gefinancierd door VVD-politicus Jos van Rey, die op dat moment in opspraak was in verband met het aannemen van steekpenningen van de grootste projectontwikkelaar van Roermond en drie andere lokale ondernemers. Nadat Weekers toegaf dat hij te lichtzinnig het aanbod aanvaard had, maar stelde dat er geen sprake was van belangenverstrengeling, nam de Tweede Kamer hiermee genoegen.

## Staatssecretaris: fraude met inkomensafhankelijke toeslagen

### 'Bulgarenfraude'
In 2013 werden Weekers en het kabinet-Rutte II, gevormd in 2012 door VVD en PvdA, in de Tweede Kamer het vuur aan de schenen gelegd nadat publiek werd gemaakt dat Bulgaren via nep-registraties in Nederland zorg- en huurtoeslag aanvroegen en toegekend hadden gekregen. De zorgtoeslag viel toen onder verantwoordelijkheid van de minister van Volksgezondheid, Martin van Rijn (PvdA, de huurtoeslag bij Binnenlandse Zaken, Stef Blok (VVD). Ook werden zo dure smartphone-abonnementen afgesloten. Dit onthulde RTL Nieuws eind april 2013 op basis van een vertrouwelijk politierapport uit begin 2012, waarin de fraude werd beschreven. Hoewel het artikel als kop kreeg "Grootschalige fraude Bulgaren met toeslagen", vermeldde de lopende tekst dat de omvang van de fraude nog niet duidelijk was; uit het onderzoek was gebleken dat één Bulgaarse verdachte van plan was om bussen te huren voor landgenoten die zouden worden ingezet voor de fraude. De Rotterdamse recherche uitte het vermoeden dat meerdere bendes spookburgers inschreven in verschillende steden in Nederland en de Nederlandse Vereniging voor Burgerzaken gaf aan dat het in meerdere steden zou spelen.
Het KRO-programma Brandpunt zond op dezelfde avond een documentaire uit met daarin beelden van het Bulgaarse bTV, waarin Bulgaren lachend vertelden over het geld dat ze van de Nederlandse overheid kregen: "iedereen kent me als de pinautomaat". De Nederlandse ambassade had eerder doorgegeven dat de Bulgaarse tv deze reportage had gemaakt en een Bulgaarse journalist had in januari in Nederland bij het ministerie van Sociale Zaken naar de toedracht geïnformeerd.
In Brandpunt reageerde Weekers verontwaardigd op de beelden uit Bulgarije. Een dag later onthulde RTL Nieuws dat de Belastingdienst en FIOD al een jaar op de hoogte waren van de fraude. PvdA-minister Lodewijk Asscher van Sociale Zaken en Werkgelegenheid was een maand eerder op de hoogte gesteld door de FIOD. De Algemene Rekenkamer heeft Weekers en zijn VVD- en CDA-voorgangers meerdere keren op de risico's van het toeslagensysteem gewezen. Vanaf 2010 waren er zowel bij de regering als bij de Kamer verschillende fraudegevallen bekend. Een groep van 190 ambtenaren van de Belastingdienst had bij RTL aan de bel getrokken.
Daags na de uitzending van Brandpunt arresteerde de FIOD twee Bulgaren, en in mei een Rotterdammer, die samen voor 3,3 miljoen Euro zouden hebben gefraudeerd. Weekers maakte bekend er alles aan te zullen gaan doen om het gebruik van de Belastingdienst als pinautomaat tegen te gaan en met de Kamer in gesprek te willen om ook vooraf te gaan controleren. "Het nadeel is dat de goeden dan onder de kwaden moeten lijden en langer op hun geld moeten wachten. Maar ik denk dat het voor de houdbaarheid van het systeem belangrijk is dat het niet als pinautomaat kan worden gebruikt."

### Pieter Omtzigt eist keiharde aanpak
Na tien jaar regeren was het CDA in 2012 in de oppositie beland. CDA-kamerlid Pieter Omtzigt stuurde daags na de Brandpunt uitzending via sociale media een bericht de wereld in, dat de fraude al langer bekend was en het "idioot gemakkelijk" was om te frauderen met de aanvraag van toeslagen, omdat deze pas achteraf worden gecontroleerd. Hij werd gesteund door Kamerleden van VVD en PvdA in zijn betoog dat het net strakker moest worden aangespannen.
In een uitzending bij Pauw en Witteman (BNNVARA) begin mei, stelde Omtzigt dat er vanaf 2010 zowel bij de regering als bij de Kamer "verschillende casussen" bekend waren "van mensen die grootschalig, voor honderden of duizenden mensen, toeslagen aanvroegen en ze achterover drukten". Naar zijn zeggen was het aantal berichten dat dit gebeurde "enorm hoog", er waren  fraudeurs vervolgd en veroordeeld tot gevangenisstraffen van 3,5 jaar, wat op een grote hoogte aan fraudebedragen duidde. Omtzigt sprak over een fraudebedrag van 45 miljoen. Hij wees op een enquete van de vakbond onder 550 ambtenaren hoe er het beste bezuinigd kon worden, als eerste werd genoemd de fraude aan te pakken. Hij had gesproken met twee ambtenaren van de Belastingdienst en gaf aan dat wanneer de fraude niet werd aangepakt, het op solidariteit gebaseerde systeem van belasting betalen te veel onder druk kwam te staan. Hij eiste van Weekers een "keiharde aanpak". Ook bij RTLnieuws in juli van dat jaar verkondigde Omtzigt dat de fraude met toeslagen vele malen groter lijkt te zijn dan eerder in de Kamer aan de orde was.
Nadat de oppositie bij Weekers een feitenrelaas had aangevraagd, welke brief lang op zich liet wachten, bleven nog veel vragen onbeantwoord. Ondanks onduidelijkheid over omvang van de criminaliteit en de door het bestuur en uitvoerende instanties ondernomen acties, diende CDA-kamerlid Pieter Omtzigt een motie van wantrouwen tegen Weekers in. Deze kreeg steun van PVV, SP, CDA, D66, GroenLinks, PvdD en 50Plus, in totaal 63 zetels, tegen stemden een meerderheid bestaand uit de coalitiepartners VVD en PvdA met ChristenUnie en SGP, waarmee de motie werd verworpen. Desalniettemin zette de motie grote druk op de ketel, bij de publieke opinie, regering, de ambtenaren op de ministeries en bij de uitvoerende diensten en organen, aldus Weekers in 2022.
Op deze manier droegen journalisten en volksvertegenwoordigers er toe bij een sfeer te creëren in de maatschappij, de politiek en de ambtenarij, dat er op grote schaal werd gefraudeerd en er een dringende en zware noodzaak bestond om vermeende fraude hard aan te pakken, resulterend in een nietsontziende jacht waarbij de menselijke maat verdween en duizenden burgers zwaar gedupeerd werden. Het voerde tot de toeslagenaffaire.

### Grootschalige stopzetting en terugvordering (kinderopvang)toeslagen
Onder de voorgaande kabinetten Balkenende was een forse verscherping van het fraudebeleid met overheidsuitkeringen ingezet en er was een beleidskader gegeven voor de Belastingdienst, dat op grond van een (ook discriminerend) risicoprofiel toeslagen moesten  worden beëindigd en teruggevorderd. In het regeerakkoord van het kabinet-Rutte I was een harder fraudebeleid als beleidsvoornemen opgenomen en fraudebestrijding was een van de drie speerpunten van dit kabinet. Mede op grond daarvan kwam oktober 2012 de Fraudewet tot stand, werd een speciaal fraudeteam opgericht en was de Belastingdienst in maart 2013 begonnen met het stopzetten en terugvorderen van uiteindelijk in totaal bijna 20.000 toeslagen aan burgers op basis van een risicoprofiel. Burgers met kenmerken die voldeden aan de theoretische eisen voor een verhoogd risico, kregen geen toeslag meer. Een van die kenmerken was bijvoorbeeld het hebben van een dubbele nationaliteit. De Belastingdienst legde loonbeslagen en vorderde van gezinnen tienduizenden euro's terug, over meerdere jaren.
Op 23 november 2020 werd Weekers door de Parlementaire Onderzoekscommissie Kinderopvangtoeslagen ondervraagd over zijn rol bij, en politieke verantwoordelijkheid voor, het op grote schaal stopzetten en terugvorderen van kinderopvangtoeslagen, wat achteraf bestuursrechtelijk ten onrechte, of in strijd met anti-discriminatieregels, bleek te zin gebeurd. Weekers deelde mee dat hij meermaals heeft gepleit voor "proportionaliteit" bij het terugvorderen van bedragen bij ouders die hun eigen bijdrage niet hadden betaald en dat waarschuwingen over de desatreuze gevolgen die de strikte uitvoer van de Fraudewet voor burgers betekende, zijn bureau niet hebben bereikt. Verder was hij afhankelijk van de ministeries van Sociale Zaken (kindgebonden budget en kinderopvangtoeslag) van Volksgezondheid (zorgtoeslag) en Binnenlandse Zaken (huurtoeslag).

## Afschaffen vrijstelling MRB
In het regeerakkoord 2012 werd 'om milieuredenen' overeengekomen om de vrijstelling motorrijtuigenbelasting voor oldtimers af te schaffen. Dit zou door Weekers worden uitgewerkt in het belastingplan 2014. Tijdens een debat hierover verweten Kamerleden Roland van Vliet en Pieter Omtzigt dat Weekers de Kamer onjuist had geïnformeerd over de aantallen oldtimers en dat het beoogde doel om 137 miljoen euro aan MRB binnen te halen niet zou worden gehaald. Weekers was het daar niet mee eens, maar de Stichting Vrijstelling Oldtimer bereidde samen met het grote kantoor Stibbe advocaten een rechtszaak voor tegen de staat. Ook de Raad van State had kritiek op het MRB-plan van Weekers.

## Organisatie Belastingdienst, aftreden
Op 29 januari 2014 kreeg Weekers het in de Tweede Kamer opnieuw zwaar te verduren. De oppositiepartijen hadden felle kritiek op zijn functioneren. Hij zou onvoldoende inzicht hebben in de zaken waarmee de Belastingdienst achterloopt, zoals het afhandelen van aanvragen voor huur- en zorgtoeslagen aan ongeveer 100.000 burgers, na invoering van het IBAN-systeem. De twee coalitiepartijen in het kabinet – zijn eigen VVD en de PvdA – wilden hem handhaven, maar de PvdA stelde daarbij wel de eis dat Weekers elke week verslag zou uitbrengen over de voortgang van het op orde brengen van de Belastingdienst. Van de zijde van de drie oppositiepartijen waarmee het kabinet op specifieke beleidsterreinen regelmatig akkoorden sloot – D66, ChristenUnie en SGP – werd dit opgevat als het onder curatele stellen van Weekers. Feitelijk was dit door ChristenUnie-Kamerlid Carola Schouten naar voren gebracht, de opvatting werd overgenomen door de rest van de oppositie. Op het moment dat bekend werd dat een motie van wantrouwen werd voorbereid door 50Plus, die vermoedelijk door de voltallige oppositie zou worden gesteund, besloot Weekers de eer aan zichzelf te houden en de Koning op 30 januari 2014 zijn ontslag aan te bieden, hetgeen hem diezelfde dag nog eervol verleend werd.

## Latere loopbaan
Van 2016 tot 2020 was Frans Weekers bewindvoerder (Executive Director) in de Board van de Europese Bank voor Wederopbouw en Ontwikkeling in Londen. Vanaf 1 maart 2020 was hij adjunct-secretaris-generaal van de Benelux Unie. Op 1 januari 2023 werd hij er secretaris-generaal.

## Trivia
- Weekers' grootvader van vaderszijde was van 1958 tot 1970 wethouder van Weert.

- Parlement.com: vg09llkaxzrs